# Cornell Babendererde
Cornell-Anette Babendererde (* 1. März 1971 in Neumünster) ist eine deutsche Politikerin (CDU). 2025 wurde sie in den Bundestag gewählt.

## Leben
Cornell Babendererde wuchs in Boostedt auf. Sie studierte Germanistik und Geschichte in Heidelberg und Greifswald und wurde 2003 an der Universität Greifswald mit einer Doktorarbeit über Bestattungsrituale im Spätmittelalter promoviert. Sie arbeitete anschließend als Personalmanagerin in einer Personalberatung, war Referentin und Pressesprecherin der CDU-Bürgerschaftsfraktion in Hamburg, als Referentin in der Wirtschaftsbehörde und war Büroleiterin von Birgit Stöver.
Derzeit ist sie stellvertretende Leiterin des Referats für Investitions- und Fördermanagement des niedersächsischen Wirtschaftsministeriums.
Babendererde ist verheiratet und wohnt in Winsen (Luhe).

## Politik
Cornell Babendererde ist seit 2006 CDU-Mitglied. Sie wurde 2006 in den Rat der Stadt Winsen (Luhe) gewählt und ist seit 2021 erste stellvertretende Bürgermeisterin. In den Jahren 2014 bis 2020 war sie Vorsitzende des CDU-Ortsverbandes Winsen (Luhe).
Sie kandidierte für die CDU in Niedersachsen bei der Europawahl 2019. Die CDU im Landkreis Harburg stellte Babendererde als Direktkandidatin für den Wahlkreis Harburg zur Wahl des Deutschen Bundestags 2025 auf. Sie gewann ihren Wahlkreis mit 33,2 % der Stimmen und wurde damit direkt in den Bundestag gewählt.